# Jernej Zaplotnik
Jernej „Nejc“ Zaplotnik (* 16. April 1952 in Kranj; † 24. April 1983 am Manaslu) war ein slowenischer Bergsteiger.
Zaplotnik schrieb Bergsteigergeschichte, als er zusammen mit Andrej Štremfelj zum ersten und einzigen Mal den kompletten Westgrat des Mount Everest bezwang: Am 13. Mai 1979 erreichten beide den Gipfel und stiegen anschließend über das Hornbein-Couloir ab. Zaplotnik bestieg etwa 350 Gipfel, darunter mit dem Makalu (1975) und dem Gasherbrum II (1977) zwei weitere Achttausender. Zaplotnik starb mit 31 Jahren durch eine Lawine auf etwa 4500 Metern Höhe am Manaslu.
| Personendaten    | Personendaten              |
| ---------------- | -------------------------- |
| NAME             | Zaplotnik, Jernej          |
| ALTERNATIVNAMEN  | Zaplotnik, Nejc            |
| KURZBESCHREIBUNG | jugoslawischer Bergsteiger |
| GEBURTSDATUM     | 16. April 1952             |
| GEBURTSORT       | Kranj                      |
| STERBEDATUM      | 24. April 1983             |
| STERBEORT        | am Manaslu                 |